# Stabri Monogo
Stabri Monogo (más conocido como Stabri o El Muñeco Viajero) fue un personaje popular de la red que pasaba de mano en mano y viajaba por todo el mundo. Creado en 2006, surgió como una idea espontánea de dos informáticos españoles que buscaban hasta dónde podían llegar los lazos creados desde Internet.

## Historia

### Origen
Dos informáticos españoles, Mariano Munuera y Ángel Téllez, decidieron experimentar hasta dónde podrían llegar los lazos creados desde Internet. Idearon un muñeco global, Stabri, que pasa de mano en mano viajando por todo el mundo. Para ello, dispusieron la creación de una página de formato web 2.0 en la que los usuarios pudieran interactuar entre ellos similar a las redes sociales conocidas hasta el momento, el diseño y construcción del personaje en sí y un primer portador que lo diera a conocer entre las primeras personas. Esta última parte sería la más importante, pues es la que daría vida a la idea original de los gallegos.

### Aventura
Stabri no es más que un muñeco que viaja, y el cual transporta una sola persona denominada "portador" o "portadora"; la única diferencia es que esta persona que lo porta es diferente en cada recorrido (pues pasa de mano en mano). El portador lleva a Stabri a visitar los lugares más destacados de la zona y le hace partícipe de sus aficiones según crea conveniente. De esta forma se crea una serie de aventuras, las cuales son grabadas o fotografiadas y subidas a la web; allí, se comparte cada movimiento del muñeco y los usuarios de la web pueden ser partícipes de ellos con comentarios y otras aportaciones. Todas las propuestas del portador que se realizan pueden ser realizadas principalmente por la web en un apartado denominado Pide a Stabri o por medio de las redes sociales en las que participa el muñeco; Stabri ha llegado a tener más de 100 propuestas en un solo día.
Stabri es además un buen instrumento para conocer lugares a través de la vista de sus portadores por el portal en internet dedicado al muñeco.

### Medios de comunicación
Desde que el Stabri se ha convertido en un fenómeno en Internet y social, son muchos los medios de comunicación que se hacen eco de noticias relacionadas con el muñeco viajero, dedicándole espacios en diversas plataformas comunicativas.
En la televisión, programas como Callejeros viajeros o en las noticias de la Televisión de Galicia, Noticias Cuatro, y VTelevisión han formado parte de su aventura, llegando incluso algún periodista a involucrarse en su aventura y ser uno más de sus portadores. También numerosos espacios radiofónicos (cabe destacar su paso por el medio internacional de Radiotelevisión Española) y prensa escrita han sido partícipes de su historia, junto con los portadores con los que en ese momento Stabri viajaba.

## Personalidad
Al igual que Frank Oz hablaba sobre que la personalidad de los muñecos de la famosa serie Barrio Sésamo estaba condicionada por su imagen, Stabri, basándose en el contraste de su aspecto, no tiene un carácter cambiante, sino una actitud extrovertida que se mantiene.

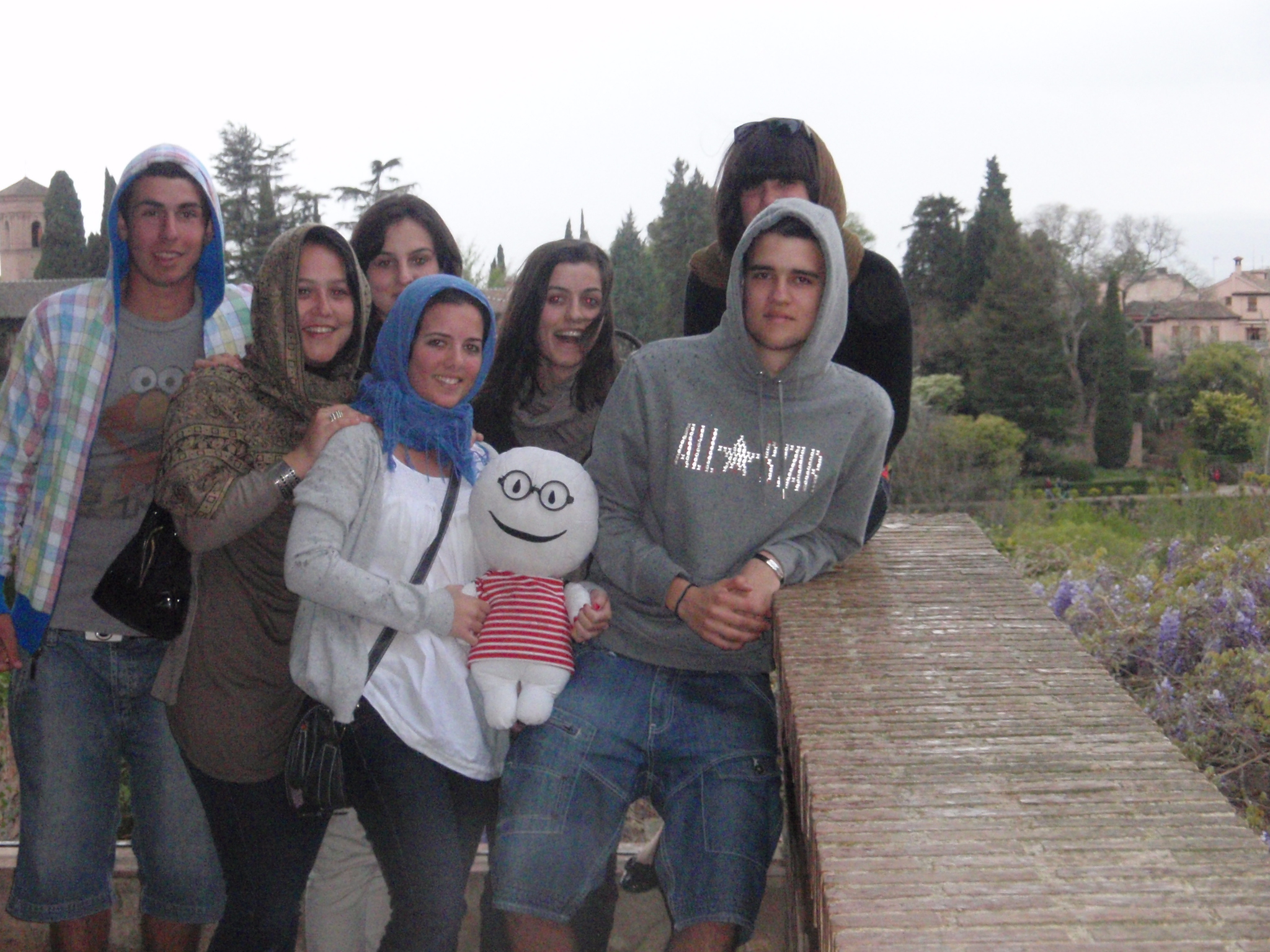
Stabri en Granada con una de las portadoras y sus amigos.

Stabri está caracterizado así por su piel blanca, una camiseta de rayas rojas y blanca, unas gafas y una sonrisa eterna, aparte de una maleta (que generalmente contiene un carnet con algunos datos como la página web y el nombre). Todos estos elementos son esenciales, pues forman las características del personaje.

## Página web
La web de Stabri es una red social gratuita fundada por los autores del muñeco. Originalmente disponía de un diseño muy básico de plantilla (el creado en 2006), en el que sus usuarios podían compartir fotografías y comentarios de forma pública, pudiendo acceder cualquier persona que contara con un correo electrónico. Además, la presencia del muñeco no ha sido solo por la web oficial, sino por otras redes populares, así como Tuenti, Facebook o Twitter entre otras.
A mediados del año 2010 se presentó un nuevo diseño que convertía a la red en una zona más social, permitiendo interactuar más entre los usuarios y con el mismo muñeco. Esta remodelación contó con nuevos apartados de la ruta de viaje, cuentos educativos que hacían llegar esta aventura a otro sector de la población más infantil y un apartado de compra de productos, entre las nuevas aplicaciones como la geolocalización.
En el año 2011 y con el nuevo formato de la galería de fotografías dentro de la web de Stabri de la compañía americana Cooliris, aparecen unas categorías en que fotos destacadas son almacenadas en carpetas para su mejor difusión. Así se consolida un apartado en el que se añaden imágenes de los medios de prensa, televisión y radio en los que aparece el muñeco.

### Stabri Twin
Un Stabri Twin es un muñeco similar al original Stabri, pero más pequeño, e igualmente que el primero hecho a mano por un artesano. Surge como otra iniciativa dentro de la web y, especialmente de su web hermana Rincones del Mundo. En ella, los usuarios pueden adquirir un Twin con el que pueden hacer la misma aventura dinámica que la de Stabri pero de forma personal.
Los usuarios en la web Rincones del Mundo que posean un Stabri Twin tienen una cuenta personalizada en la que cuelgan las fotografías que en sus viajes hacen a su pequeño Twin. La comunidad de viajes puede acceder a ver las fotografías e información de viajes tanto de los Twin como de los usuarios que participan compartiendo sus aventuras y de esta manera, ayudan a otros usuarios en sus futuras experiencias de viaje.

### Acontecimientos
El muñeco ha estado presente en múltiples manifestaciones, acontecimientos históricos o fiestas de interés mundial.
En sus inicios, durante el año 2009, asistió a la visita de Benedicto XVI en Nazaret (Israel), estando presente junto con uno de sus portadores. También en zonas en conflicto como Egipto durante las protestas del mundo árabe de 2010-2011. Por último, otra de las grandes manifestaciones que despertó interés internacional y que afectaron principalmente a España fueron las protestas en España de mayo de 2011, otro lugar de paso para Stabri.
Carreras de motociclismo, F1, maratones y otros eventos deportivos también han sido lugar de paso del muñeco.